# Moraharpa

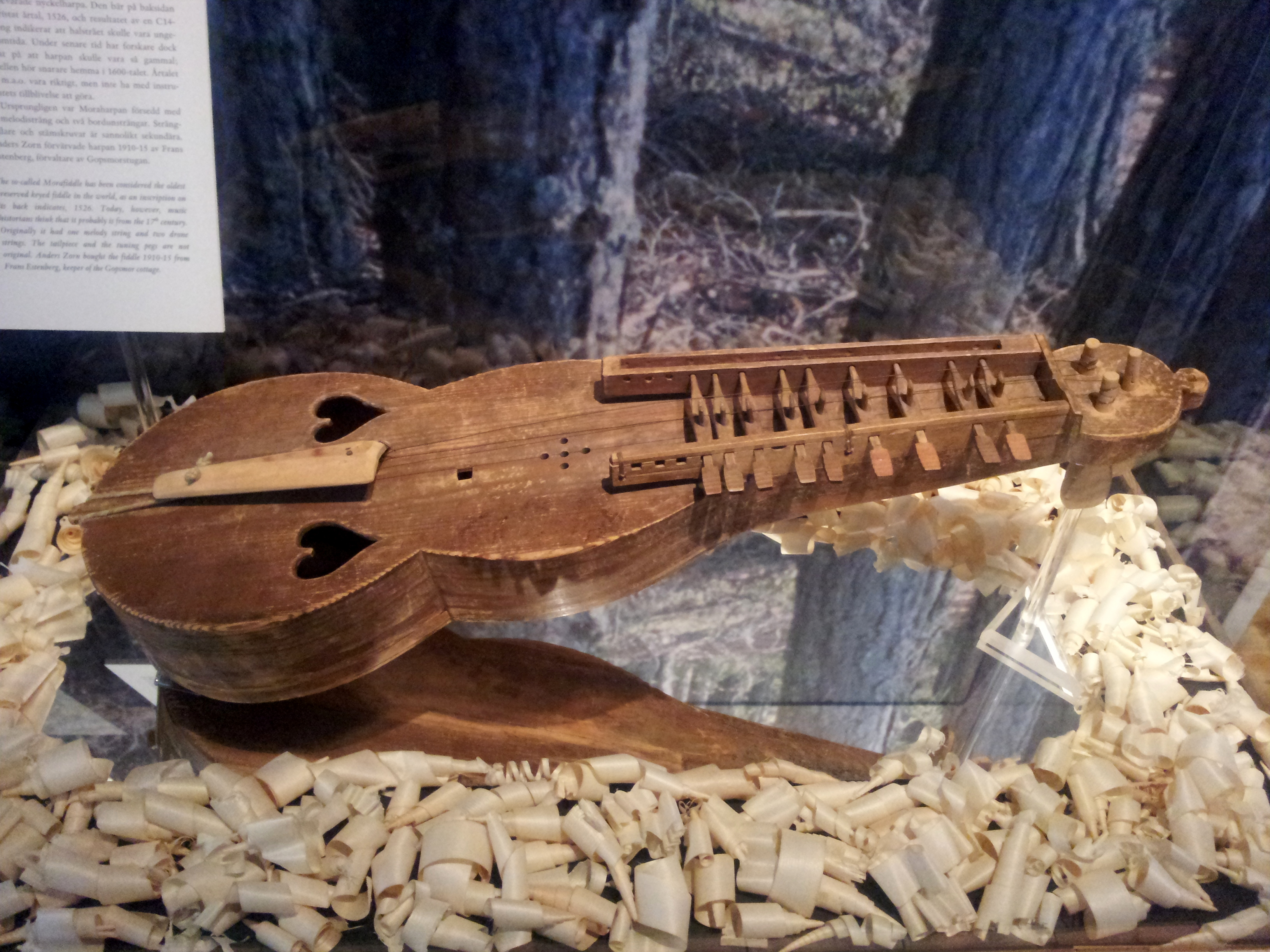
Moraharpan på Zornmuseet i Mora

Moraharpa har i modern tid blivit ett namn på den äldsta kända formen av nyckelharpa i Sverige. Ett instrument med ursprungligen en melodisträng och två bordunsträngar. Instrumentet är ett borduninstrument.  
Det namngivande instrumentet kom från Zorns gård i Älvdalen (idag på Zornmuseet i Dalarna). 
Moraharpan har i jämförelse med den moderna nyckelharpan en råare ton. Man har två bordunsträngar som man spelar på med stråken samtidigt som man spelar på melodisträngen. I gruppen Hedningarnas efterföljd har flera numera ett antal nycklar försedda med mer än ett löv. Då förvandlas en bordunsträng till mixtursträng alternativt melodisträng.  Idag ser vi både kromatiska och diatoniska moraharpor. Leif Eriksson i Dalarna är den mest kände moraharpbyggaren, han var en av dem som började bygga de första rekonstruktionerna av instrumentet på 1970/80-talet.

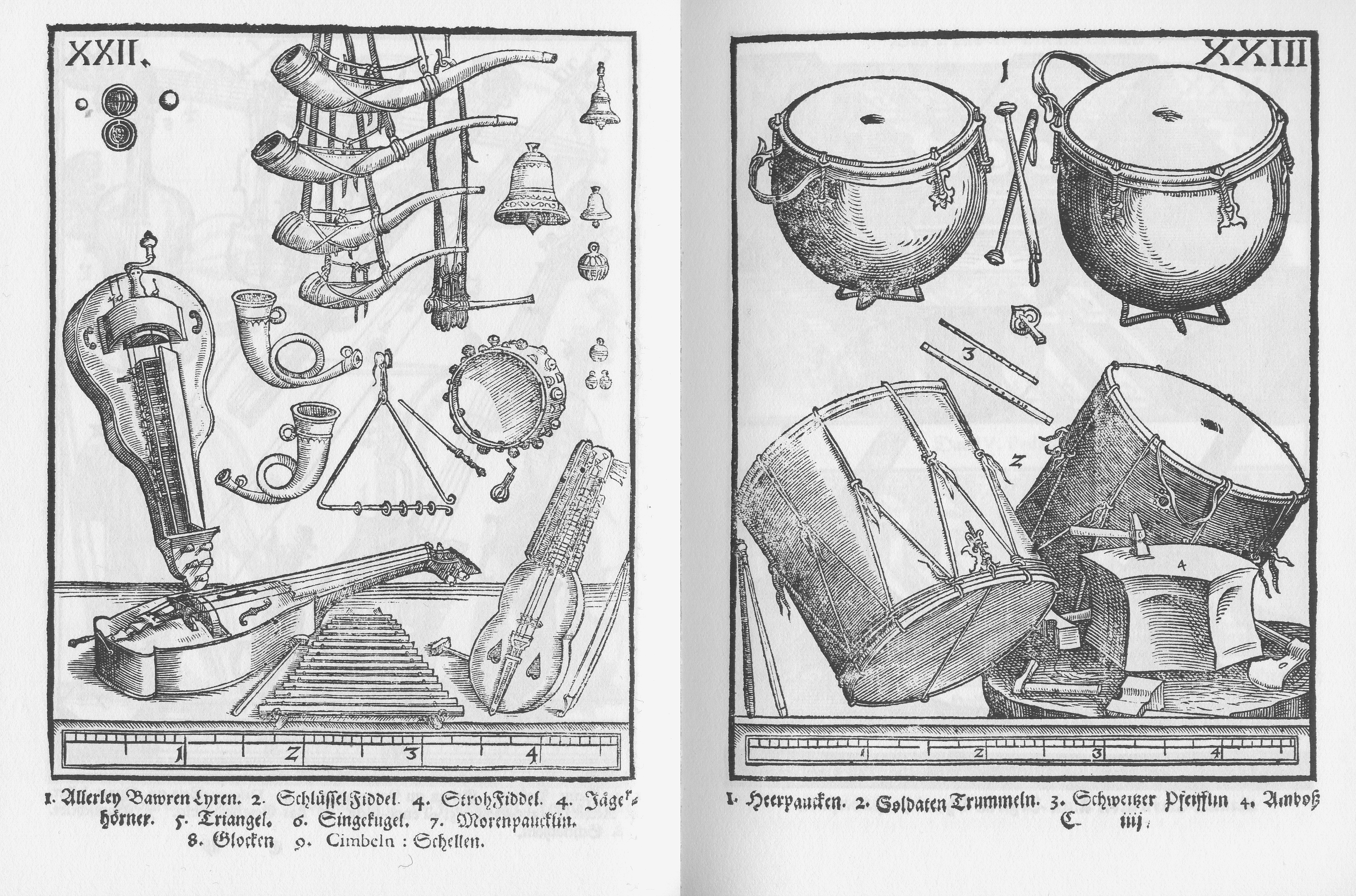
Förebild till Moraharpa i bild XXII nere till höger. Syntagma Musicum Theatrum Instrumentorum seu Sciagraphia, Wolfenbüttel 1620.

Anders Norudde från gruppen Hedningarna är den mest kände spelmannen som använder sig av moraharpan i stor utsträckning liksom andra musiker som trakterar instrumentet, exempelvis Niklas Roswall, Magnus Holmström, Niklas Rimmerfors, Per Runberg, Göran Kunstbergs och Urban Turban.[källa behövs]